# McDonald's All-American Team
Une McDonald's All-American Team désigne une équipe de basket-ball composée des meilleurs joueurs ou joueuses alors inscrits dans un lycée américain. Chaque année, 4 équipes sont nommées : deux pour les lycéennes (une équipe pour les joueuses venant de l'ouest du pays et une autre pour les joueuses de l'est) et deux pour les lycéens (divisés là aussi entre est et ouest). À la fin de la saison, les équipes de l'ouest et de l'est s'affrontent dans un match d'exhibition, le McDonald's All-American Game.
La compétition est sponsorisée par McDonald's auquel elle emprunte le nom.